# Schoolagenda

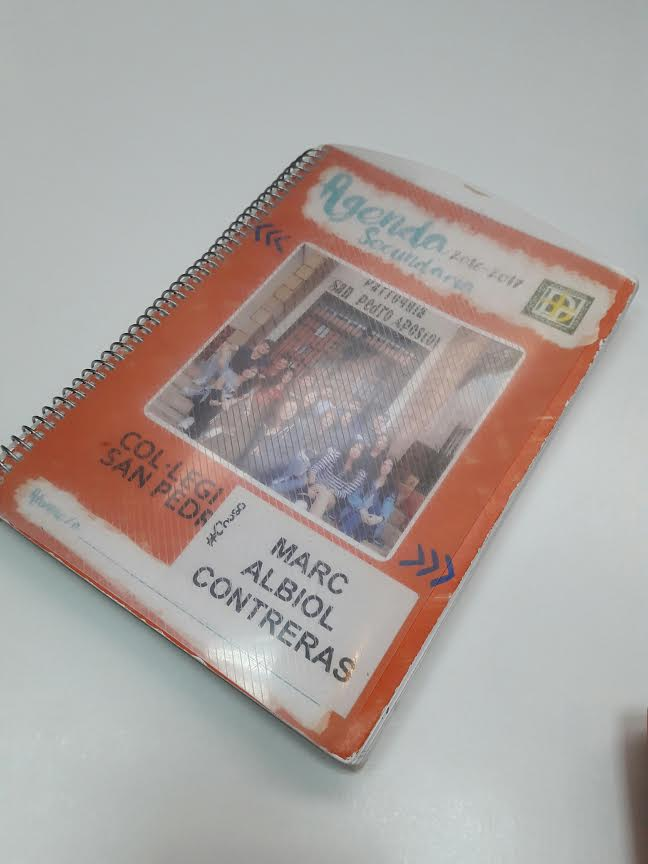
Schoolagenda

Een schoolagenda is een speciaal soort agenda hoofdzakelijk bedoeld voor scholieren. In tegenstelling tot een gewone jaaragenda volgt een schoolagenda het leerjaar. Beginnende met de maand augustus/september en loopt hij door tot en met juni/juli zodat het schooljaar van begin tot eind is afgedekt. Gezien de doelgroep bevat een schoolagenda onder meer zelf in te vullen onderdelen die in het algemeen niet in een doorsnee agenda te vinden zijn, zoals een lesrooster en cijferlijst.
De eerste Nederlandse krantenadvertenties voor schoolagenda's dateren uit 1898. Vanaf 1922 werd in Nederland de zogeheten Pestalozzikalender uitgegeven, een boekwerk dat ook als schoolagenda gebruikt kon worden. Het boekje bevatte tips, proefjes en tal van wetenswaardigheden over uiteenlopende onderwerpen en was rijk geïllustreerd met foto's en tekeningen. De firma Ryam claimt dat ze als een van de eerste in de jaren 50 een geïllustreerde schoolagenda heeft uitgebracht.

In de jaren 70 werden enkele Ryam-agenda's vormgegeven door de grafisch ontwerper Jurriaan Schrofer. Andere bedrijven die zich met de productie van schoolagenda's bezig hielden, waren onder meer Sari (250.000 exemplaren in 1979) en Esveha (1,2 miljoen in 1986). In 1986 was de totale oplage van schoolagenda's 2 miljoen.
In 1971 gaf De Bezige Bij de controversiële "Andere Agenda" agenda uit. De agenda bevatte geen foto's van popsterren, maar artikelen over onder andere drugs, ontwikkelingshulp, dienstweigering in Vietnam en seksualiteit. De agenda werd door zijn expliciete teksten en afbeeldingen op verschillende scholen verboden, en leidde tot Kamervragen van onder meer de politici Notenboom (KVP) en Koekoek (Boerenpartij).
Het aanbod aan papieren agenda's is anno 2015 nog steeds groot, maar ze worden deels verdrongen door elektronische agenda's, onder meer op telefoons en tablets.